# Lolium hybridum
Ray-grass híbrido (Lolium hybridum Hausskn.) también se conoce como ballico, ray-grass, raigrás tetraploide, según la zona de cultivo. Debido a su amplia distribución, se encuentra traducido a otros idiomas: Hybrid ryegrass (inglés), Ray-grass hybride (francés) y Bastard-Raigras (alemán). 

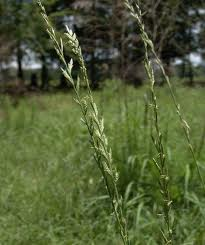
Detalle del cultivo de ray-grass híbrido

## Características generales
Es una especie botánica perteneciente a la familia de las gramíneas, destacable por su interés como planta forrajera. Se produce de manera natural en los lugares donde se encuentren las especies Lolium perenne (ray-grass perenne o inglés) y Lolium multiflorum (ray-grass anual o italiano), ya que se forma a partir de una hibridación de ambas por fecundación libre cruzada, dando nuevos individuos de forma natural o artificial. Con este híbrido se pretende conseguir la perennidad del ray-grass inglés y el crecimiento rápido del ray-grass italiano. Además, se obtiene un vigor híbrido del 10-15% mayor que los progenitores. Posee las ventajas de los dos parentales: alto rendimiento, alta calidad durante largo tiempo, persistencia y menor formación de tallos florales. Es una especie de crecimiento erecto o semipostrado lo que le aporta la versatilidad para ser consumido en pastoreo como en corte.
Pueden ser plantas anuales o perennes, lo cual influirá en su valor agronómico y nutricional. Las anuales tienen como principal característica su rápido establecimiento y abundante producción de forraje durante los primeros meses de crecimiento y su duración varía entre 18 y 30 meses. Las perennes producen menos inicialmente pero la duración de la pradera es mayor.

## Características botánicas
Presentan tallos delgados de dos a cinco nudos, con hojas dobladas o enrolladas en la yema. Sus aurículas pueden ser pequeñas, suaves y con forma de garras, puntiagudas o romas, según la predominancia de carácter perenne o anual de la planta. La inflorescencia es una espiga, con numerosas espiguillas dispuestas a lo largo del raquis. La semilla es de tamaño pequeño (el peso de 1000 semillas tiene un peso aproximado de 2 g).

## Composición cromosómica
El ray-grass puede ser tetraploide (4n) o diploide (2n). Para la obtención del tetraploide se seleccionan clones de raigrás perenne con las características agronómicas deseadas y mediante un tratamiento con colchicina, se logra la duplicación del contenido genético. También se puede lograr mediante la hibridación entre raigrás anual y raigrás perenne.
Los tetraploides tienen semillas y hojas más grandes por lo que sus macollos son más grandes, en menor número, con un porte más erecto. Debido a esto, tienen mayor concentración de carbohidratos solubles por lo que los hace aptos para su aprovechamiento en corte. Son más resistentes a enfermedades fúngicas como la roya. Sin embargo, los diploides se adaptan mejor al pastoreo. 

## Características agronómicas

### Zonas de cultivo
Su utilización comenzó en Nueva Zelanda y actualmente está totalmente implantada en Europa. En España se distribuye en zonas de Norte y Galicia, en las mismas localizaciones que el ray-grass inglés, al que se asemeja en su adaptación climática. También se emplean en México, Chile, Perú, Costa Rica y en los altiplanos de Colombia y Ecuador (+ 3200 metros de altitud). 

### Climatología
Se adaptan mejor a regiones de climas fríos y húmedos. Se caracterizan por ser plantas agresivas que toman posesión del medio rápidamente. Tienen mayor rendimiento en el periodo primaveral,entrando en periodo de latencia durante la época de verano. El máximo de temperatura sostenible por la especie es de 25 °C promedio, para un desarrollo normal, ya que temperaturas superiores provocan la detención del crecimiento y una disminución en la producción. Durante el otoño recuperan el vigor característico de primavera, según las condiciones ambientales del cultivo. Es una especie resistente a las heladas pero con limitaciones en su cultivo a altitudes por encima de 800 m.

### Suelos
Es altamente productivo en suelos fértiles con pH entre 5,8 y 6,7 (óptimo). Si el suelo es demasiado ácido esto afectará a la absorción de nutrientes. Se adapta bien en suelos arcillosos y húmedos, con un correcto drenaje porque no tolera el encharcamiento, ya que se pudren sus raíces. Por el contrario, su comportamiento es deficiente en suelos arenosos con falta de humedad. En cuanto a sus requerimientos de cultivo, los tetraploides tienen mejor adaptación a suelos arenosos y arcillosos, con alta exigencia en fertilidad, por lo que se debe realizar un análisis de suelo previo a la siembra.

### Siembras
Es de fácil implantación. Mejor hacer las siembras tempranas en otoño, salvo en regiones con inviernos muy severos que debe hacerse en primavera. Se realiza en suelos bien preparados, mediante sembradoras de cultivos pratenses o "a voleo". La dosis media de aplicación está en torno a 20-24 kg/ha (30 kg/ha en regiones de Sudamérica). Si la preparación del suelo es deficiente, debe incrementarse la densidad para obtener una mayor población.

### Manejo del cultivo
El pastoreo se puede iniciar cuando las plantas han alcanzado de 25 a 30 cm de altura. Las mejores producciones se obtienen cuando las plantas alcanzan 30 a 35 cm; se debe hacer entonces un pastoreo rápido (de 4 a 5 días) dejando un remanente de 5 a 8 cm. El periodo de recuperación será de 35 días. El pastoreo continuo, escasa fertilidad, veranos secos y siegas muy bajas pueden reducir su perennidad.

### Fertilización
En buenas condiciones de cultivo, es recomendable la aplicación de 30-50 kg de nitrógeno por hectárea al finalizar el pastoreo o al realizar un corte. Debe aplicarse la misma dosis en la presiembra.

### Enfermedades
Es importante la presencia Neotyphodium lolii, que es un hongo endófito. Puede establecer relaciones simbióticas con algunas gramíneas forrajeras. Puede perforar los macollos causando daños en la pradera o moverse hasta las espigas y semillas, produciendo alcaloides que son sustancias antinutritivas para el ganado. También está afectado por la Roya (Puccinia graminis).

### Mezclas con otras especies
Se puede mezclar con ray-grass inglés o con ray-grass italiano, en distintas proporciones, en función del uso que se quiera dar a la pradera (siega o pastoreo). Es conveniente que predomine el ray-grass inglés en la mezcla y así podemos conseguir que la duración sea de 3 años, aunque variará con el manejo y la composición de la mezcla. Algunas veces se ha obtenido buenos resultados sembrándolos conjuntamente con avena, trigo y otros cereales menores. Sin embargo es mejor sembrarlo solo para evitar posibles competencias por luz, nutrientes y agua. En el Norte de España y Galicia, forma parte de las praderas de media y larga duración asociado con ray−grass inglés, trébol blanco y/o dactilo.

## Variedades
En España, figuran en el registro de variedades comerciales desde 1986: Sabel, Sabrina, Augusta y Leri, todas de procedencia británica y tetraploides. Grasslands, Manawa y Grasslands Ariki, diploides y neozelandesas. Polly, danesa, tetraploide y Lyra (tetrapolide). Otras variedades interesantes, no inscritas, son Dalita: tetraploide y semiprecoz (considerada en algunos países como ray-grass italiano); Inca, tardía y diploide, de origen holandés y Siriol (tardía, tetraploide y de origen británico).
Las variedades de ray-grass más cultivadas en España son:
ARIKI: procede de Nueva Zelanda mediante el cruce del ray-grass inglés Ruanui con el ray-grass híbrido Manawa. También es conocido como Long Rotation. Realmente es un ray-grass inglés mejorado en la producción estacional a lo largo del año. Tiene las hojas de un color algo más claro que las de ray-grass inglés. Produce un forraje de buena calidad y es resistente al ataque de insectos y a la roya. Necesita suelos fértiles. Florece más tarde que el Ruanui y antes que el Manawa. Sus semillas sin aristas son difíciles de distinguir del ray-grass inglés. Es poco resistente al frío en los países del Norte de Europa donde al igual que el Manawa puede sufrir daños irreparables
MANAWA: es un híbrido obtenido en Nueva Zelanda. Conocido antiguamente con el nombre de ray-grass Short Rotation o H1 es muy utilizado en todas partes donde se emplea el ray-grass inglés, con excelentes resultados, aunque se parece más al ray-grass italiano. Tiene un buen crecimiento a lo largo de todo el año. Sensible al pastoreo muy intenso en verano, principalmente si es seco. Es atacado por insectos del suelo. De fácil establecimiento. Es poco resistente al frío en los países del Norte de Europa.
SABEL: Es un híbrido tetraploide obtenido en la Estación de Mejora de Plantas de Aberystwyth. Muy productivo, da un forraje de buena calidad muy apetecible para el ganado. Más resistente al frío que los anteriores. Más temprano que el Ariki.
OTRAS VARIEDADES: Sabrina (semiprecoz) y Augusta (intermedia) también obtenida en Aberystwyth. Ambas tetraploides. El ray-grass Sabrina es algo más tardío que el Sabel; y el Augusta a su vez una semana más tardío.

## Composición nutritiva
Su valor como forraje es alto porque presenta una alta proporción de carbohidratos solubles y una digestibilidad del 65-70%, en comparación con otras gramíneas forrajeras. Se considera una clara alternativa para disminuir costes de alimentación en la producción ganadera en zonas centro sur de Colombia.

Evolución de los componentes nutritivos del Ray-grass híbrido en función del estado de desarrollo:
| Fase de desarrollo | MS(%) | Hum (%) | PB (%MS) | FDN (%MS) | FAD (%MS) | ED (Mcal/kg ms) | EM (Mcal/kg ms) | Hemicel (%) | Celulosa (%) | Lign (%) | Ca (%) | P (%) |  |
| ------------------ | ----- | ------- | -------- | --------- | --------- | --------------- | --------------- | ----------- | ------------ | -------- | ------ | ----- |  |
| 25 días            | 12,4  | 87,6    | 21,2     | 51,1      | 28,5      | 3,7             | 2,2             | 22,6        | 21,5         | 4,0      | 0,8    | 0,5   |  |
| 35 días            | 17,7  | 82,2    | 19,3     | 49,9      | 34,4      | 2,5             | 2,04            | 15,5        | 24,4         | 5,0      | 0,6    | 0,5   |  |
| 45 días            | 23,3  | 76,7    | 17,2     | 48,5      | 36,0      | 2,3             | 1,8             | 12,4        | 24,0         | 5,4      | 0,5    | 0,2   |  |

Fuente: Laredo y Cuesta, 1988. Datos de pastos y forrajes del Trópico Colombiano

## Importancia económica
Está cobrando mayor influencia en la implantación de praderas. En la campaña 2005, sólo en Navarra (España) se vendieron 39.498 kg de semilla de especies forrajeras y pratenses, de las que 59% de semillas eran gramíneas pratenses. Dentro de esta familia, el ray-grass híbrido supone el 30%. A pesar de su importancia como cultivo, todavía no se han descrito sus análisis nutritivos en las distintas tablas de referencia europeas, como las del INRA (Francia) o FEDNA (España), pero sí en distintos estudios realizados en Sudamérica.

## Taxonomía
Lolium × hybridum fue descrita por Joseph Dalton Hooker y publicado en Flora Antarctica 2: 383. 1847.
Etimología
Lolium : nombre genérico dado por Virgilio a una maleza problemática.
hybridum: epíteto latino que significa "híbrido".